# 웃는 남자 (뮤지컬)
뮤지컬 《웃는 남자》는 프랑스의 대문호 빅토르 위고의 소설 《웃는 남자》(L’ Homme qui rit‘(1869))를 한국의 EMK가 뮤지컬로 만든 작품으로 작곡가 프랭크 와일드혼과 작사가 잭 머피, 그리고 로버트 요한슨의 연출로 2018년 서울에서 초연무대를 가졌다. 빅토르 위고의 《웃는 남자》는 시대의 욕망에 희생되어 기형적인 얼굴을 가진 광대로 살아야 했던 그윈플렌의 비극적인 운명을 통해 뿌리 깊은 귀족제도와 부패한 왕정을 신랄하게 비판한 소설이다. 2018년 초연 무대에서는 박효신, 박강현, 수호(엑소)가 주인공 그윈플렌을 연기했고, 2020년 재연무대에서는 이석훈, 규현, 박강현, 수호가 그윈플렌을 연기했다.

## 줄거리
신분차별이 심했던 17세기 영국을 배경으로 끔찍한 얼굴을 지닌 인물 그윈플렌을 통해 인간의 존엄성과 평등의 가치에 대해 조명한다. 그윈플렌은 인신매매단 콤프라치코스에 의해 기이하게 찢긴 입을 갖고 있다. 작품은 시대의 욕망에 희생돼 기형적인 얼굴의 광대로 살아야 했던 그윈플렌과 앞을 보지 못하는 소녀 데아의 비극적 운명과 애절한 사랑을 그린다.

## 등장인물
- 그윈플렌
- 우르수스
- 조시아나
- 데아
- 데이빗
- 페드로

## 캐스팅
| 시즌     | 2022                 | 2020                    | 2018                 |
| -------- | -------------------- | ----------------------- | -------------------- |
| 그윈플렌 | 박효신 박강현 박은태 | 이석훈 규현 박강현 수호 | 박효신 박강현 수호   |
| 우르수스 | 민영기 양준모        | 민영기 양준모           | 정성화 양준모 문종원 |
| 조시아나 | 신영숙 김소향        | 신영숙 김소향           | 신영숙 정선아        |
| 데아     | 이수빈 유소리        | 강혜인 이수빈           | 민경아 이수빈        |
| 데이빗   | 최성원 김승대        | 최성원 강혜인           | 강태을 조휘          |
| 페드로   | 이상준               | 이상준                  | 이상준               |

## 공연 정보
- 《웃는 남자》는 뮤지컬제작사 EMK가 《마타하리》 이후 두 번째 선보이는 창작뮤지컬로 175억원의 제작비가 투입되었다.[3]
- 《웃는 남자》 초연은 2018년  7월 10일부터 8월 26일까지 예술의전당 오페라극장에서 열렸고, 이어 공연장을 바꿔 9월 4일부터 11월 4일까지 블루스퀘어 인터파크홀에서 공연되었다.[3]

## 스크린 상영
- 2018년 예술의전당 오페라극장에서 박강현, 양준모, 신영숙, 민경아, 이상준 등의 캐스팅으로 공연된 뮤지컬 '웃는 남자' 촬영버전이  ‘싹 온 스크린(SAC on Screen)’으로 2019년 11월 메가박스에서 스크린으로 상영되었다.[4]